# Fackellilien
Die Fackellilien (Kniphofia), auch Raketenblumen genannt, sind eine Pflanzengattung in der Unterfamilie der Affodillgewächse (Asphodelaceae), mit etwa 70 Arten. Der botanische Gattungsname ehrt den Erfurter Botanikprofessor Johann Hieronymus Kniphof (1704–1765). Einige Arten werden als Zierpflanzen in Parks und Gärten verwendet.

## Beschreibung
Fackellilien sind mehrjährige, krautige Pflanzen, die Wuchshöhen von 80 bis 160 Zentimetern erreichen. Sie sind horstbildend, die meisten Arten sind immergrün, es gibt winterharte Arten und Sorten. Sie bilden horizontale Rhizome als Überdauerungsorgane. Die Laubblätter sind in einer grundständigen Rosette oder mehr oder weniger zweizeilig am Stängel angeordnet. Die einfachen Laubblätter sind meist gekielt. Der Blattrand ist glatt oder gesägt.
Die traubigen Blütenstände werden bei einigen Arten sehr hoch. Die Blütenstiele sind meist kurz, verlängern sich bei manchen Arten bis zum Reifen der Früchte. Bei vielen Arten sind die oberen Blüten intensiv rot und je weiter unten sie im Blütenstand stehen, desto mehr verändern sich die Farben nach gelb; manchmal ist auch ein Teil der Blüten weiß oder grün. Bei vielen Arten hängen die Blüten. Die zwittrigen Blüten sind dreizählig. Die zwei mal drei verschieden gestaltigen Blütenhüllblätter sind mehr oder weniger glockig bis trichterförmig verwachsen. Es sind zwei Kreise mit je drei Staubblättern vorhanden; sie sind höchstens so lang wie die Blütenhüllblätter, wobei die inneren länger sind als die äußeren. Drei Fruchtblätter sind zu einem Fruchtknoten verwachsen. Der Griffel endet in einer winzigen, kopfigen Narbe. Die Kapselfrucht ist kugelig bis eiförmig. Die eiförmigen Samen sind dreikantig bis geflügelt.

## Vorkommen
Die etwa 70 Fackellilien-Arten sind in Afrika beheimatet, hauptsächlich im östlichen und südlichen Afrika (47 davon in der Republik Südafrika). Nur jeweils eine Art gibt es in Madagaskar (Kniphofia pallidiflora) und auf der südlichen Arabischen Halbinsel (Kniphofia sumarae).

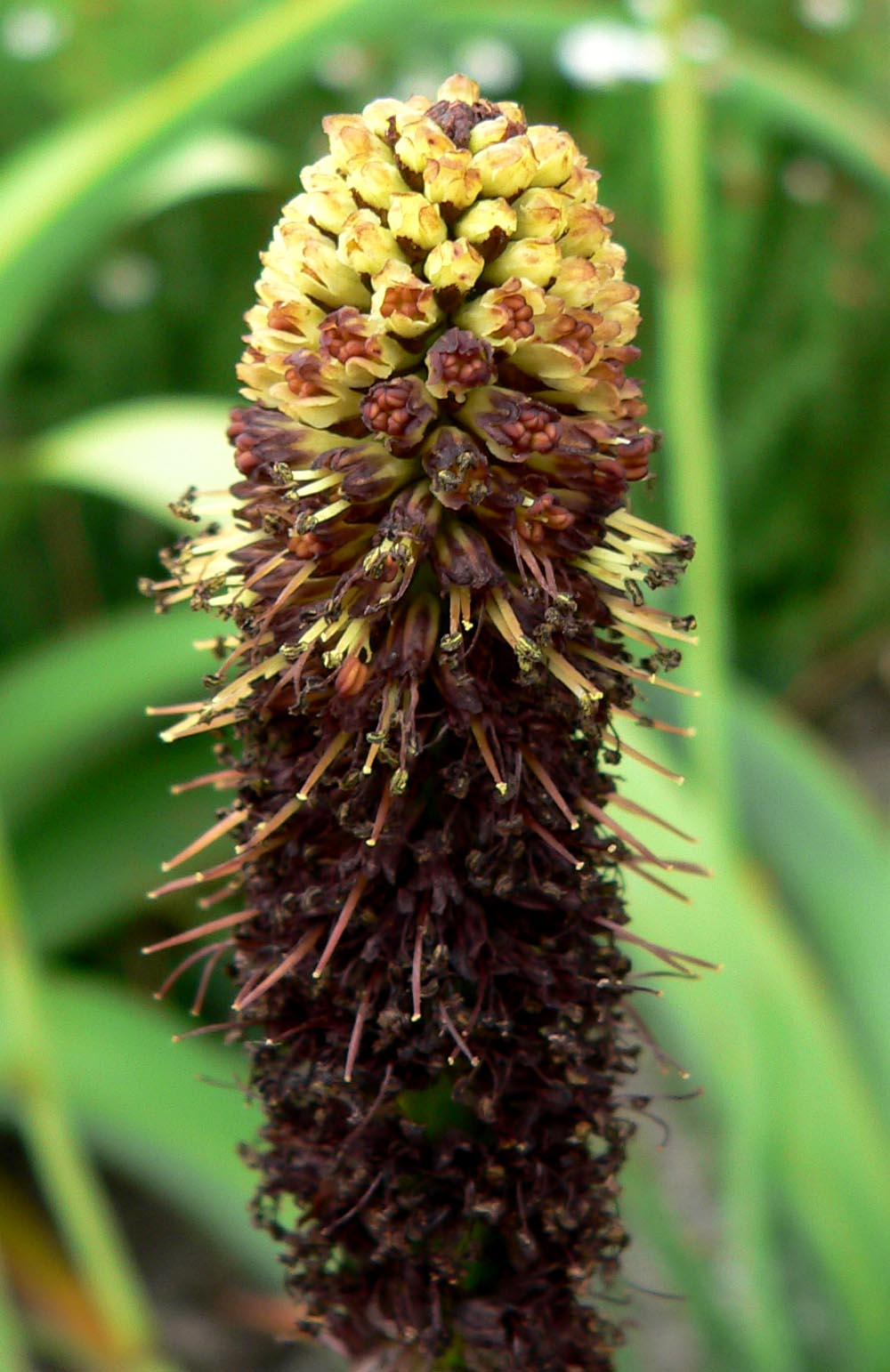
Kniphofia brachystachya

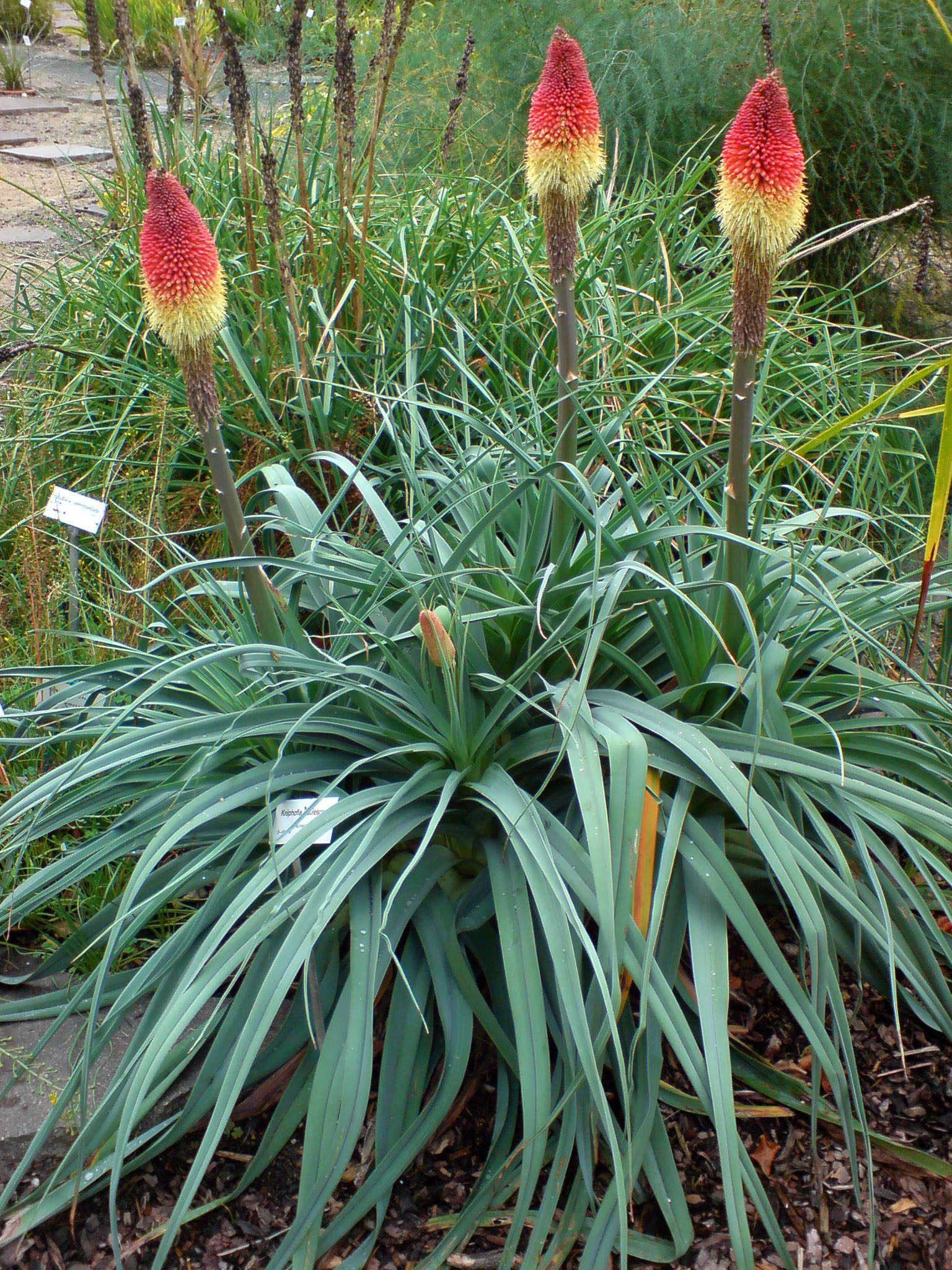
Kniphofia caulescens

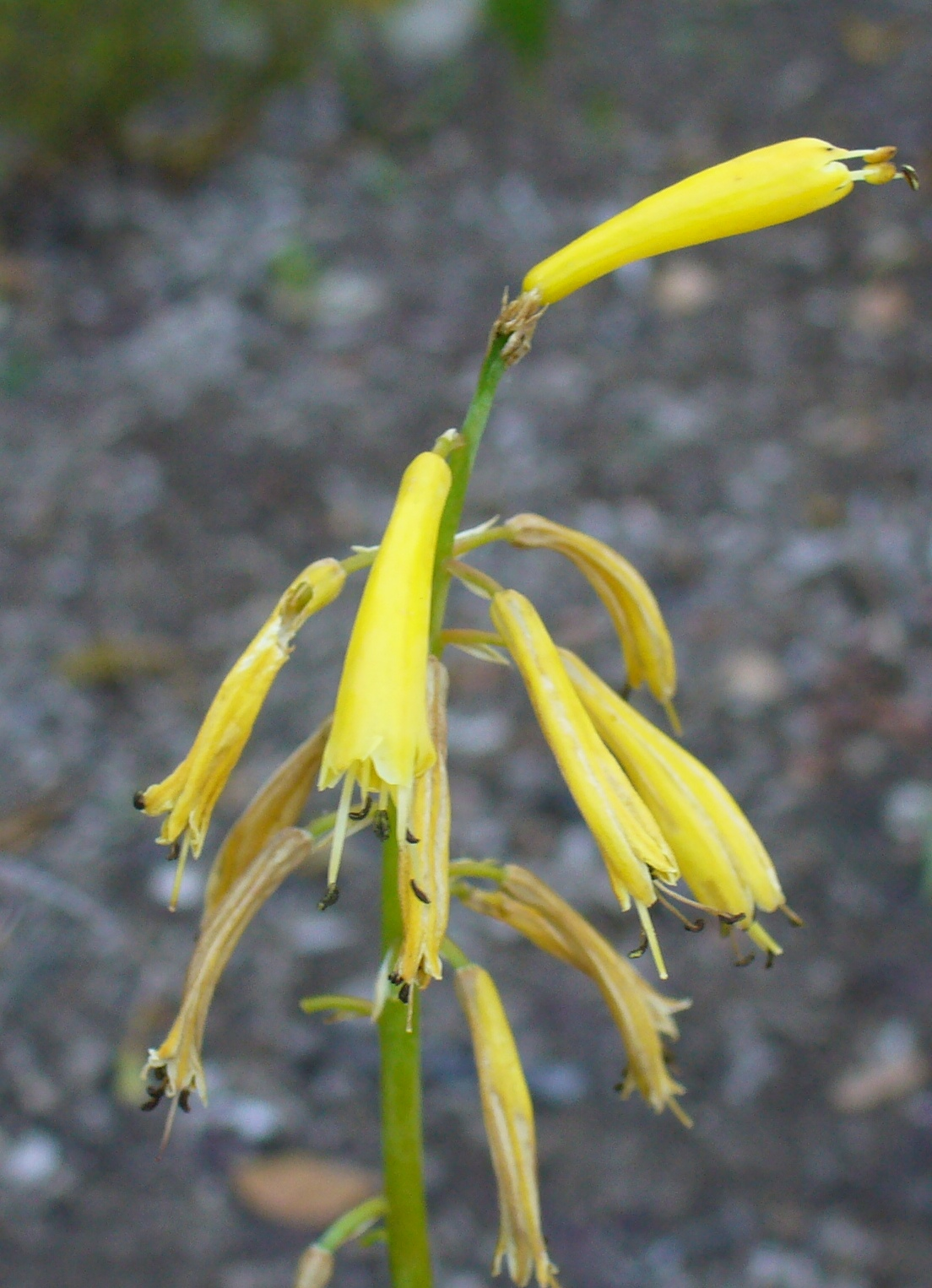
Kniphofia pauciflora

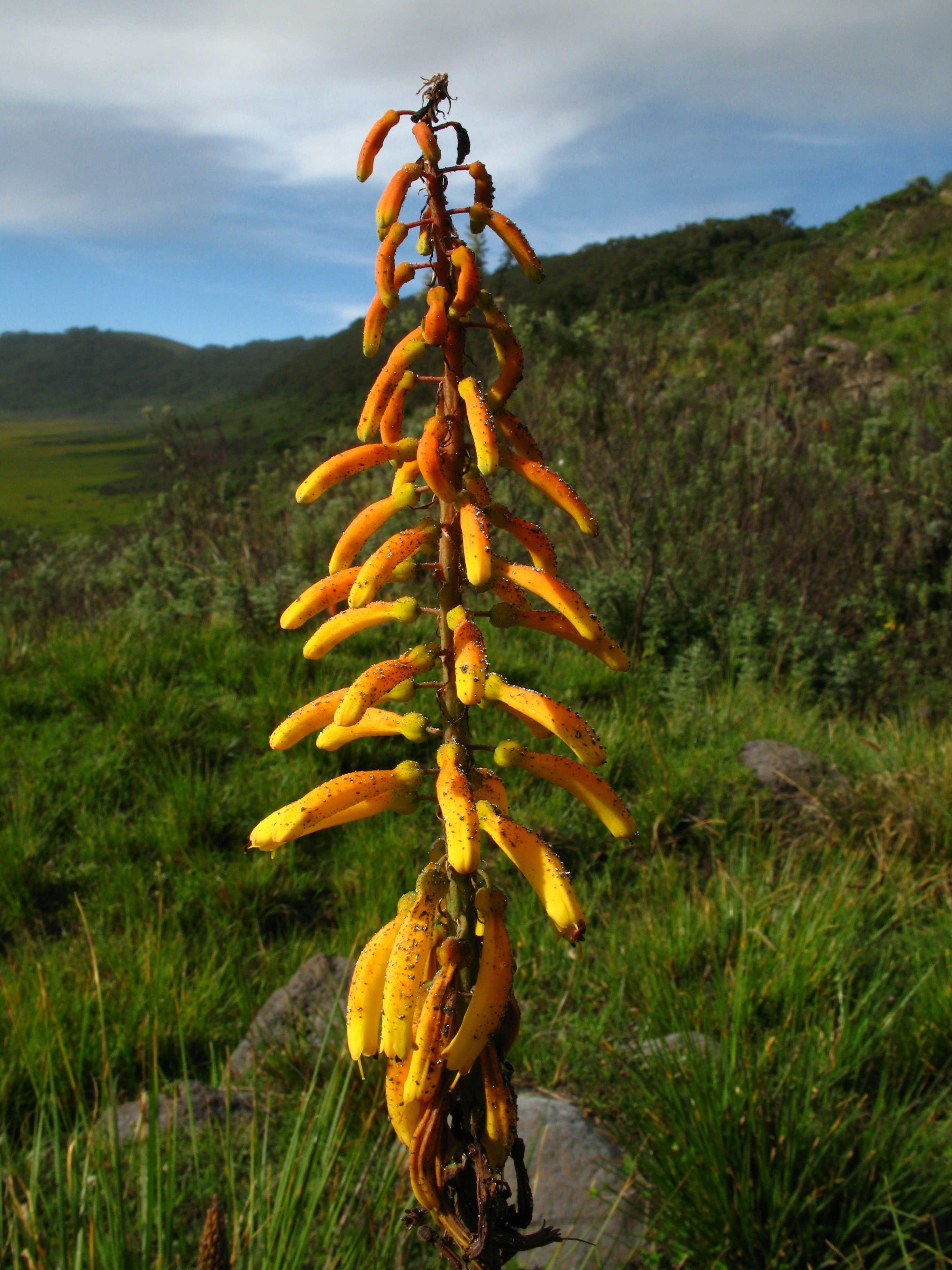
Kniphofia thomsonii

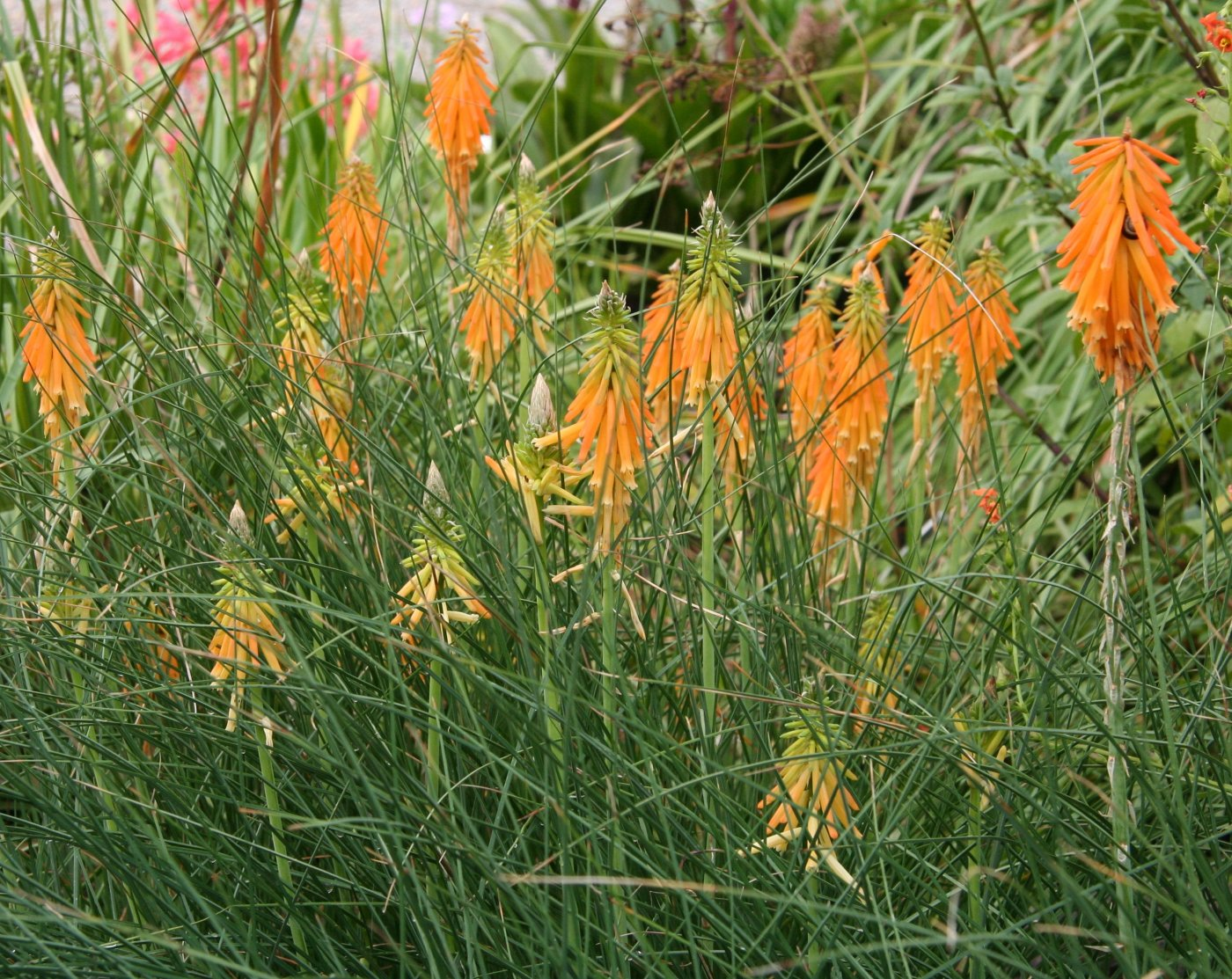
Kniphofia triangularis

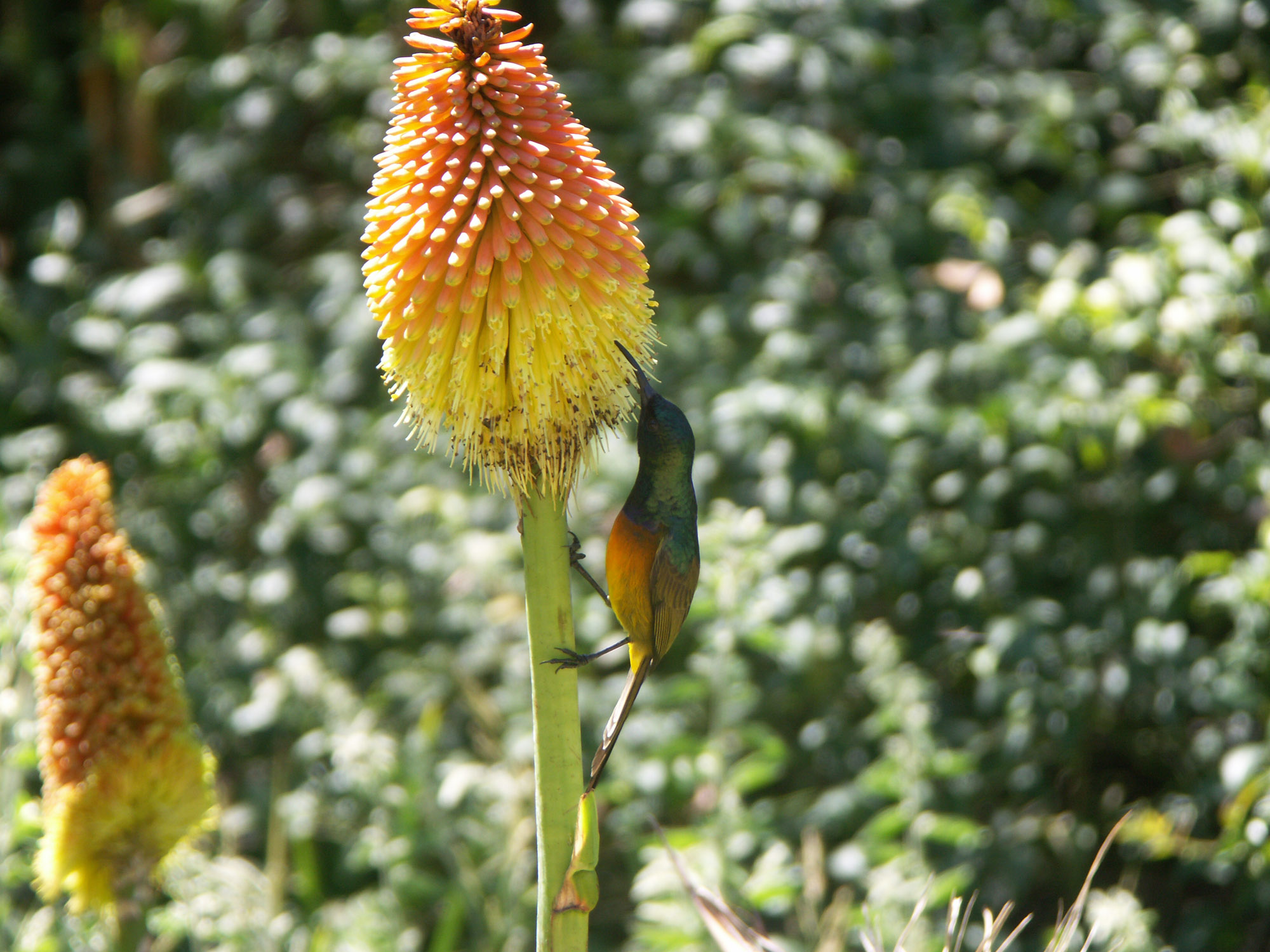
Kniphofia uvaria

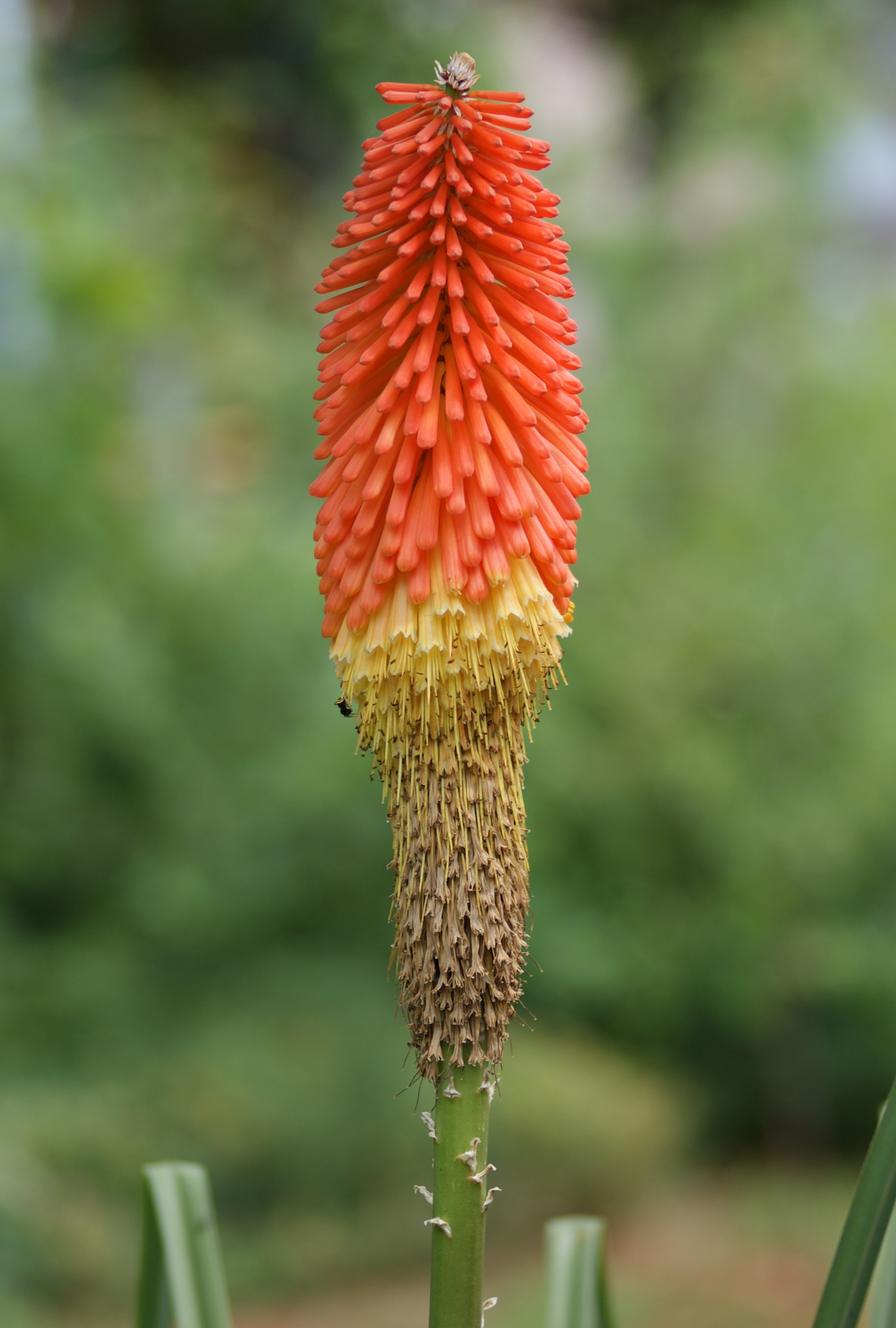
Kniphofia uvaria

## Systematik
Die Erstbeschreibung durch Conrad Moench wurde 1794 veröffentlicht. Für Kniphofia Moench gibt es folgende Synonyme: Notosceptrum Benth., Rudolphoroemeria Steud. ex Hochst., Triclissa Salisb., Tritoma Ker Gawl., Tritomanthe Link.
Die Gattung Kniphofia umfasst folgende Arten:
- Kniphofia acraea Codd
- Kniphofia albescens Codd
- Kniphofia albomontana Baijnath
- Kniphofia angustifolia (Baker) Codd
- Kniphofia ankaratrensis Baker
- Kniphofia baurii Baker
- Kniphofia benguellensis Welw. ex Baker
- Kniphofia bequaertii De Wild.
- Kniphofia brachystachya (Zahlbr.) Codd
- Kniphofia breviflora Harv. ex Baker
- Kniphofia bruceae (Codd) Codd
- Kniphofia buchananii Baker
- Kniphofia caulescens Baker
- Kniphofia citrina Baker
- Kniphofia coddiana Cufod.
- Kniphofia coralligemma E.A.Bruce
- Kniphofia crassifolia Baker
- Kniphofia drepanophylla Baker
- Kniphofia dubia De Wild.
- Schwertblättrige Fackellilie (Kniphofia ensifolia Baker)
  - Kniphofia ensifolia subsp. ensifolia
  - Kniphofia ensifolia subsp. autumnalis Codd
- Kniphofia × erythraeae Fiori
- Kniphofia evansii Baker
- Kniphofia fibrosa Baker
- Kniphofia flammula Codd
- Kniphofia fluviatilis Codd
- Kniphofia foliosa Hochst.
- Kniphofia galpinii Baker
- Kniphofia goetzei Engl.
- Kniphofia gracilis Harv. ex Baker
- Kniphofia grantii Baker
- Kniphofia hildebrandtii Cufod.
- Kniphofia hirsuta Codd
- Kniphofia ichopensis Schinz
  - Kniphofia ichopensis var. ichopensis
  - Kniphofia ichopensis var. aciformis Codd
- Kniphofia insignis Rendle
- Kniphofia isoetifolia Hochst.
- Kniphofia latifolia Codd
- Kniphofia laxiflora Kunth
- Kniphofia leucocephala Baijnath
- Kniphofia linearifolia Baker
- Kniphofia littoralis Codd
- Kniphofia marungensis Lisowski & Wiland
- Kniphofia mulanjeana S.Blackmore
- Kniphofia multiflora J.M.Wood & M.S.Evans
- Kniphofia nana Marais
- Kniphofia northiae Baker
- Kniphofia nubigena Mildbr.
- Kniphofia pallidiflora Baker
- Kniphofia paludosa Engl.
- Kniphofia parviflora Kunth
- Kniphofia pauciflora Baker
- Kniphofia porphyrantha Baker
- Frühe Fackellilie (Kniphofia praecox Baker)
- Kniphofia princeae (A.Berger) Marais
- Kniphofia pumila (Aiton) Kunth
- Kniphofia reflexa Hutch. ex Codd
- Kniphofia reynoldsii Codd
- Kniphofia rigidifolia E.A.Bruce
- Kniphofia ritualis Codd
- Kniphofia rooperi (T.Moore) Lem.
- Kniphofia sarmentosa (Andrews) Kunth
- Kniphofia schimperi Baker
- Kniphofia splendida E.A.Bruce
- Kniphofia stricta Codd
- Kniphofia sumarae Deflers
- Kniphofia tabularis Marloth
- Kniphofia thodei Baker
- Kniphofia thomsonii Baker
  - Kniphofia thomsonii var. thomsonii
  - Kniphofia thomsonii var. snowdenii (C.H.Wright) Marais
- Kniphofia triangularis Kunth
  - Kniphofia triangularis subsp. triangularis
  - Kniphofia triangularis subsp. obtusiloba (Diels ex A.Berger) Codd
- Kniphofia typhoides Codd
- Kniphofia tysonii Baker
  - Kniphofia tysonii subsp. tysonii
  - Kniphofia tysonii subsp. lemboensis Codd
- Kniphofia umbrina Codd
- Schopf-Fackellilie (Kniphofia uvaria (L.) Oken)